# Egon Müller (Motorsportler)
Egon Ludwig Müller (* 26. November 1948 in Kiel) ist ein ehemaliger deutscher Speedway-Fahrer und Sänger.

## Leben und Karriere

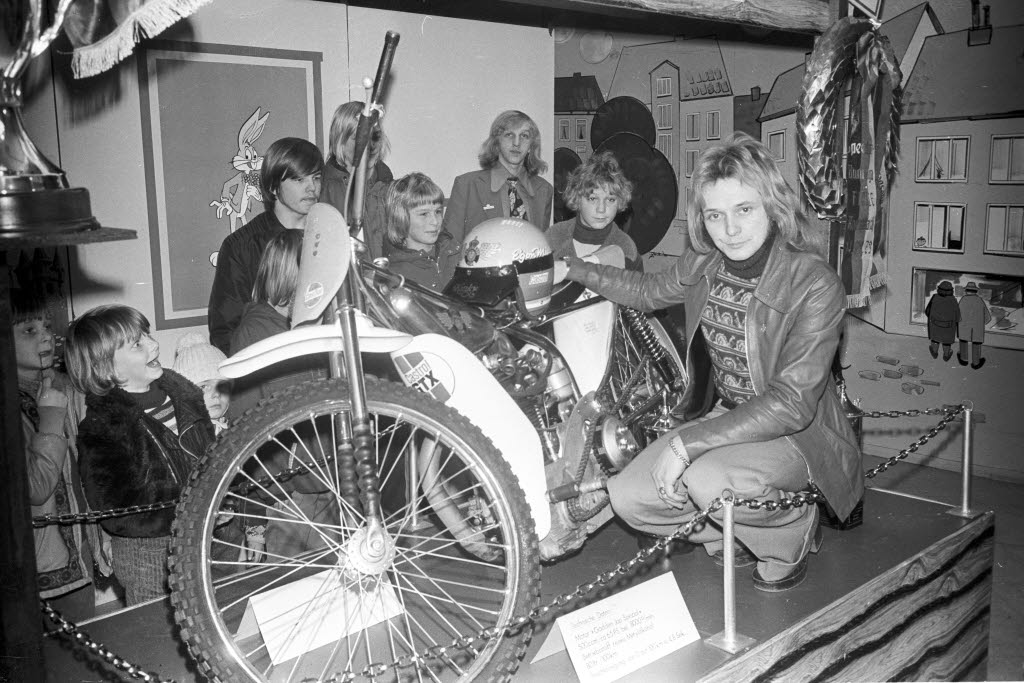
Egon Müller (1973)

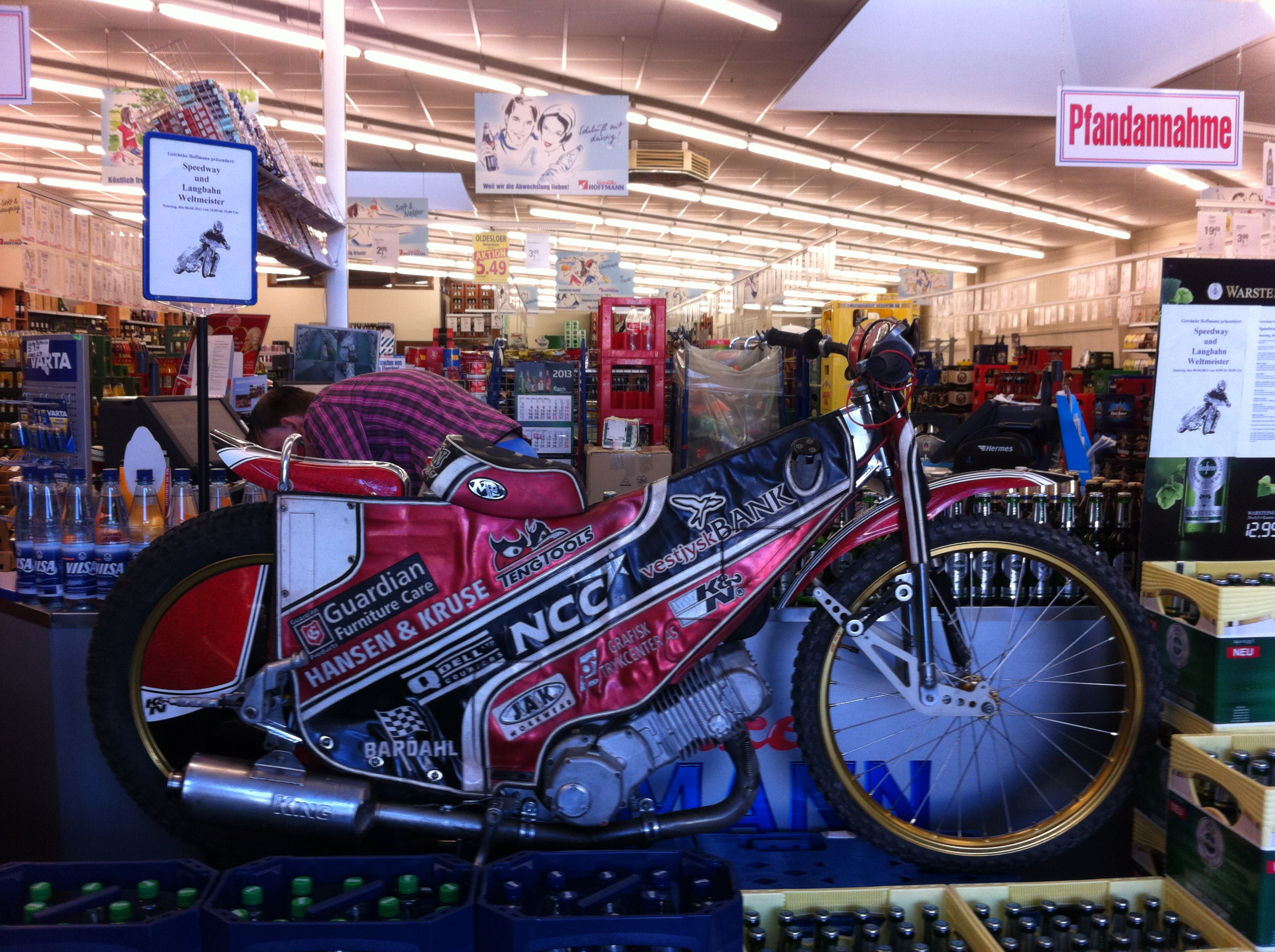
Speedway-Motorrad von Egon Müller

Egon Müller war von 1964 bis 1970 als Zweiradmechaniker in der Motorradvermietung seines Bruders tätig. Von 1970 bis 1972 leitete er eine Personal-Leasing-Firma.

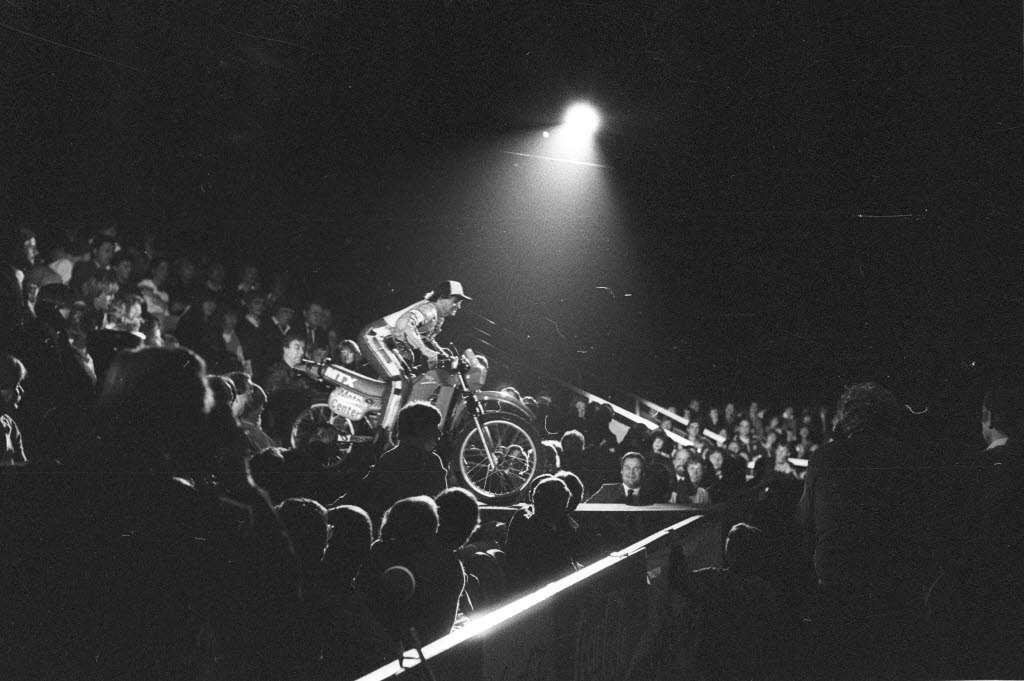
Der Speedway-Fahrer Egon Müller fährt in der Kieler Ostseehalle mit seinem Motorrad die Treppen runter. (1984)

Sein erstes Rennen bestritt er 1964 in Mönkeberg ohne Fahrerlaubnis. Begonnen hat er mit dem Trialsport und mit 17 trat er in einer Trial- und Feuershow auf. Mit 21 Jahren kam er zum Bahnsport.
Auch in der britischen Speedway-Profiliga war Egon Müller aktiv: 1973 in Coatbridge (2. Liga), 1976 in Hull und 1978 in Bristol. In der deutschen Speedway-Bundesliga startete Müller für das Team 70 Brokstedt (heute MSC Brokstedt), den MSC Pocking und den MSC Diedenbergen.
In 33 Jahren Profikarriere hat Müller an sieben Finals der Speedway-Weltmeisterschaft teilgenommen. 1983 hat er im Motodrom Halbemond bei Norden in Ostfriesland bislang als einziger Deutscher die Weltmeisterschaft im Speedway gewonnen. Außerdem wurde er dreimal Langbahnweltmeister. Sein letztes Rennen fuhr er 1997 in Jübek. In seiner Karriere hat er sich 69 Knochenbrüche zugezogen.
Weiter bekannt wurde Egon Müller durch seine Musik. Zunächst trat er unter seinem bürgerlichen Namen auf, später als Amadeus Liszt. Musikalische Erfolge waren u. a. die Songs Rock'n rollin' Speedwayman, The devil wins und Win the Race.
1983 wurde Egon Müller nach seinem Speedway-Weltmeistertitel zum Sportler des Jahres in Schleswig-Holstein gewählt, belegte im selben Jahr bei der bundesweiten Wahl zum Sportler des Jahres den 15. Platz. Für seine sportlichen Erfolge erhielt Müller bereits 1976 das Silberne Lorbeerblatt vom damaligen Bundespräsidenten Walter Scheel.
Derzeit ist Egon Müller als Motorentuner für Speedwaymaschinen tätig. Zu seinen Schützlingen gehörten unter anderen Tobias Kroner und der Gras- und Langbahn-Fahrer Enrico Janoschka. Erfolgreich tunte er auch die Motoren des Polen Tomasz Gollob und des verstorbenen Ex-U21-Weltmeisters Robert Dados.
Seit 2013 ist er für Eurosport als Co-Kommentator  bei Speedway-Übertragungen tätig.

## Erfolge
- 785 Rennsiege
- 36 Bahnrekorde
- ein Weltrekord auf der Grasbahn
- Deutscher Speedway-Meister: 1979, 1981, 1983, 1984, 1985
- Speedway-Weltmeister: 1983
- Langbahn-Weltmeister: 1974, 1975, 1978

## Ergebnisse in der Speedway-Weltmeisterschaft
| Jahr | Platzierung | Punkte | Austragungsort |
| ---- | ----------- | ------ | -------------- |
| 1976 | 8           | 8      | Chorzów        |
| 1977 | 7           | 8      | Göteborg       |
| 1980 | 14          | 4      | Göteborg       |
| 1981 | 7           | 9      | Wembley        |
| 1983 | 1           | 15     | Norden         |
| 1984 | 14          | 4      | Göteborg       |
| 1985 | 12          | 5      | Bradford       |

## Diskografie (Singles)
- 1977: Hit Ya Booty / Gold Rider
- 1977: Rock & Rollin' Speedway Man / Running Game
- 1980: Racing Is My Life
- 1984: Erison an Akton / Go Go Go Man Go
- 1985: Und wieder fällt ein Blatt
- 1986: La Donna (Crazy Disco Version) (als Amadeus Liszt)
- 1987: Win the Race (als Amadeus Liszt)
- 1989: The Devil Wins (als Amadeus Liszt)
- 2018: Stylemixx one

## Werke
- Egon Müller: Mein Leben am Limit. Autobiografie. Copress Verlag, Grünwald 2022, ISBN 978-3-7679-1277-9.